# Territoire indigène Sawré Muybu
Le territoire indigène de Sawré Muybu (en portugais : Terra Indígena Sawré Muybu), également appelé le Daje Kapap Eipi, est un territoire indigène du peuple Munduruku dans l'État de Pará, au Brésil. Il comprend des terres qui sont sacrées pour les Mundurukus. La publication du document qui délimite le territoire a été retardée jusqu'en avril 2016, en raison des problèmes que la reconnaissance de ce territoire créerait avec le projet du barrage de São Luiz do Tapajós, qui inonderait une partie de la zone. En novembre 2016, le territoire n'avait toujours pas été officiellement créé par décret.

## Emplacement

Croquis de la rivière Tapajos
10. Territoire indigène Sawré Muybu

Le territoire indigène de Sawré Muybu est situé dans les municipalités d'Itaituba et de Trairão, dans le moyen Tapajós, au sud-ouest de l'État de Pará. Le Sawré Muybu est situé sur la rive droite (est) de la rivière Tapajós, au sud de la ville d'Itaituba, Pará. Il est délimité par le Tapajós à l'ouest et son affluent, la rivière Jamanxim à l'est, et comprend les terres jusqu'à la jonction des deux rivières au nord. Le territoire est composé de «terres indiennes noires» très fertiles. Le territoire est à la fois menacé par les barrages envisagés par le gouvernement, ainsi que par l'exploitation forestière illégale, et enfin par les mineurs de diamants.

## Population
Sawré Muybu est l'un des territoires du peuple Munduruku. Sawré Muybu est appelé "Daje Kapap Eypi" par les Munduruku. Il contient les sites sacrés "Fecho" et "Ilha da Montanha", où Karosakaybu a créé l'humanité, et la rivière Tapajós créée à partir de la graine de tucumã. Dans la mythologie de Munduruku, le "Fecho", un tronçon où la rivière se rétrécit, est l'endroit où le fleuve a émergé pour la première fois. Basé sur des études archéologiques de Bruna Cigaran Rocha et Vinicius Honorato de Oliveira, le Tapajós moyen aurait été occupé par les Munduruku bien avant le XXe siècle. Les comptes du XIXe siècle mentionnent les villages Munduruku de la région. Ils ont été chassés de la région lors du développement de l'économie du caoutchouc après 1900.
Dans les années 1970, après le déclin des plantations d'hévéas, les Munduruku sont revenus au milieu des Tapajos vers les sites sacrés. La population actuelle de Sawré Muybu est constituée de Munduruku qui y ont émigré du haut Tapajós dans la seconde moitié du XXe siècle, ou de leurs descendants. La population  Munduruku a traversé une longue période de déclin en raison de contacts avec la société extérieure, mais se rétablit. À partir de 2013, la FUNAI a donné une estimation de la population Sawré Muybu à 132 personnes d'origine Munduruku. En 2014, Siasi / Sesai a rapporté que la population était estimée à 168 personnes. L'organisation indigène Associação Indígena Pahyhy'p (AIP) est active sur le territoire.

## Remarques
1. 1 2  Farias 2016.
2. 1 2  Fonseca 2015.
3. 1 2 3 4  MPF/PA recomenda ao Ibama que cancele o licenciamento ....
4. 1 2 3  Terra Indígena Sawré Muybu (Pimental) – ISA.
5. 1 2  Funai aprova estudos das Terras Indígenas ....

## Sources
- (pt) Graziele Bezerra, « Índios Munduruku interditam acesso à área Sawré Muybu, no Pará », EBC: Empresa Brasil de Comunicação, 20 juin 2016 (consulté le 16 février 2017)
- (pt) « Complexo hidrelétrico inundará território munduruku na Amazônia », Avispa Midia, 22 janvier 2016 (consulté le 16 février 2017)
- (pt) Elaíze Farias, « Funai reconhece território tradicional Sawré Muybu dos Munduruku », Amazônia Real, 19 avril 2016 (consulté le 16 février 2017)
- Bruno Fonseca, « Battle for the Tapajós: Brazil's Construction of Hydroelectric Dams Threatens the Munduruku People », Amazon Watch, 6 janvier 2015 (consulté le 16 février 2017)
- (pt) « Funai aprova estudos das Terras Indígenas Sawré Muybu (PA), Ypoi/Triunfo (MS), Sambaqui (PR) e Jurubaxi-Téa (AM) », FUNAI, 19 avril 2016 (consulté le 16 février 2017)
- (pt) Tatiane Klein et Isabel Harari, « Governo declara duas Terras Indígenas e identifica quatro », ISA: Instituto Socioambiental, 20 avril 2016 (consulté le 16 février 2017)
- (pt) Renata Martins, « Mundurukus reivindicam demarcação de terra Sawré Muybu, no Médio Tapajós », EBC: Empresa Brasil de Comunicação, 30 novembre 2016 (consulté le 16 février 2017)
- (pt) « MPF/PA recomenda ao Ibama que cancele o licenciamento da usina de São Luiz do Tapajós », Amazônia, 2 août 2016 (consulté le 16 février 2017)
- (pt) « Terra Indígena Sawré Muybu (Pimental) », ISA: Instituto Socioambiental (consulté le 17 février 2017)